# Open del Reino Unido de Dardos
El Open del Reino Unido de Dardos es una competición de dardos que se celebra en Inglaterra. Está organizada por la Corporación Profesional de Dardos, y es uno de los torneos más prestigiosos en el mundo de los dardos.

## Resultados
| Año  | Final                         | Final     | Final                         |
| Año  | Campeón                       | Resultado | Finalista                     |
| ---- | ----------------------------- | --------- | ----------------------------- |
| 2003 | Phil Taylor (98.03)           | 18-8      | Shayne Burgess (91.36)        |
| 2004 | Roland Scholten (89.49)       | 11-6      | John Part (85.98)             |
| 2005 | Phil Taylor (96.80)           | 13–7      | Mark Walsh (84.52)            |
| 2006 | Raymond van Barneveld (91.51) | 13–7      | Barrie Bates (82.98)          |
| 2007 | Raymond van Barneveld (94.99) | 16–8      | Vincent van der Voort (88.76) |
| 2008 | James Wade (94.65)            | 11–7      | Gary Mawson (87.33)           |
| 2009 | Phil Taylor (100.81)          | 11–6      | Colin Osborne (93.24)         |
| 2010 | Phil Taylor (97.71)           | 11–5      | Gary Anderson (92.41)         |
| 2011 | James Wade (96.25)            | 11–8      | Wes Newton (88.51)            |
| 2012 | Robert Thornton (95.44)       | 11–5      | Phil Taylor (98.58)           |
| 2013 | Phil Taylor (107.04)          | 11–4      | Andy Hamilton (97.95)         |
| 2014 | Adrian Lewis (109.13)         | 11–1      | Terry Jenkins (93.15)         |
| 2015 | Michael van Gerwen (98.43)    | 11–5      | Peter Wright (99.33)          |
| 2016 | Michael van Gerwen (106.68)   | 11–4      | Peter Wright (98.33)          |
| 2017 | Peter Wright (100.55)         | 11-6      | Gerwyn Price (97.78)          |
| 2018 | Gary Anderson (95.71)         | 11-7      | Corey Cadby (99.78)           |
| 2019 | Nathan Aspinall (88.72)       | 11-5      | Rob Cross (84.79)             |
| 2020 | Michael van Gerwen (101.42)   | 11-9      | Gerwyn Price (99.16)          |
| 2021 | James Wade (102.52)           | 11-5      | Luke Humphries (97.95)        |
| 2022 | Danny Noppert (84.84)         | 11-10     | Michael Smith (90.33)         |
| 2023 | Andrew Gilding (95.46)        | 11-10     | Michael Van Gerwen (96.74)    |

### Más campeonatos
| Jugador               | Títulos | Subcampeonatos | Año de los títulos           |
| --------------------- | ------- | -------------- | ---------------------------- |
| Phil Taylor           | 5       | 1              | 2003, 2005, 2009, 2010, 2013 |
| Michael van Gerwen    | 3       | 1              | 2015, 2016, 2020             |
| James Wade            | 3       | 0              | 2008, 2011, 2021             |
| Raymond van Barneveld | 2       | 0              | 2006, 2007                   |
| Peter Wright          | 1       | 2              | 2017                         |
| Gary Anderson         | 1       | 1              | 2018                         |
| Nathan Aspinall       | 1       | 0              | 2019                         |
| Adrian Lewis          | 1       | 0              | 2014                         |
| Roland Scholten       | 1       | 0              | 2004                         |
| Robert Thornton       | 1       | 0              | 2012                         |
| Danny Noppert         | 1       | 0              | 2022                         |
| Andrew Gilding        | 1       | 0              | 2023                         |